# کالیبان
کالیبان (به انگلیسی: Caliban) یکی از آنتاگونیست‌های اصلی نمایشنامهٔ طوفان ویلیام شکسپیر است. او پسر ناقص‌الخلقهٔ ساحره‌ای بدخواه به نام سیکوراکس است.